# Pedro Saura
Pedro Saura García, né le 26 avril 1962, est un homme politique espagnol membre du PSOE.

## Biographie

### Profession
Pedro Saura García est docteur en économie. Il est professeur titulaire des fondamentaux en analyse économique à l'Université de Murcie.

### Carrière politique
Il a été député à l'Assemblée régionale de Murcie de 1991 à 2004 puis de 2007 à 2010. De 2004 à 2011, il a été secrétaire général de la fédération socialiste de la Région de Murcie.
Le 20 novembre 2011, il est élu député pour Murcie au Congrès des députés et réélu en 2015 et 2016.